# George Frederik von Krogh (publicist)
 Der er flere personer med dette navn, se Georg Frederik von Krogh.
George Frederik von Krogh (11. april 1802 i Trondhjem – 23. april (?) 1841 i Rom) var en norsk publicist, bror til Frederik Ferdinand von Krogh.
Han var søn af Georg Frederik von Krogh og blev cand. jur. 1824. Han fremsatte forslag om fejring af Norges grundlovsdag 17. maj allerede på 10-årsdagen i 1824 og var aktivt med i Torvslaget 1829. Han skrev i liberale politiske aviser og var engageret i det kommunale selvstyre.
Hans ven Henrik Wergeland søgte ofte at støtte ham og gav ham et mindesmærke i et af sine digte. Camilla Collett har skildret hans personlighed som figuren Lorentz Brandt i Amtmandens Døttre, Jonas Lie i Familjen paa Gilje.